# Albert-Édouard Le Brethon de Caligny
Albert-Édouard Le Brethon de Caligny (Pont-l'Évêque (Calvados), 11 décembre 1833-près de Shaoxing, 17 janvier 1863), est un officier de marine français, fondateur avec Frederick Townsend Ward de l'organistation Armée toujours victorieuse.

## Biographie
Il entre à l’École polytechnique en novembre 1853 et en sort dans l'artillerie en avril 1855. Il choisit finalement en juin 1855 la marine où il est admis comme aspirant de 1re classe. Il sert alors sur la Persévérante dans le Pacifique. 
En octobre 1856, il passe sur le Lavoisier en Méditerranée et est nommé enseigne de vaisseau en octobre 1857. En 1859, il sert sur la Tempête et participe aux opérations de la campagne d'Italie en Adriatique.
En 1860 il passe sur la Forte dans l'escadre de Chine et se fait remarquer à diverses reprises dans les combats de Shanghai en commandant la compagnie de débarquement de sa frégate. Il commande ensuite le Confucius lors de la prise de Ningbo et est promu lieutenant de vaisseau en mai 1862. 
Il organise un bataillon indigène et en octobre 1862, commande un corps franco-chinois avec Prosper Giquel. Il est tué à la tête de ce bataillon le 17 janvier 1863 à Shaoxing au cours d'un engagement contre les Taiping. 
Il reçoit à titre posthume le grade de général de l'armée chinoise. 